# Heber City
Heber és una població dels Estats Units a l'estat de Utah. Segons el cens del 2007 tenia 9.715 habitants.

## Demografia
Segons el cens del 2000, Heber tenia 7.291 habitants, 2.296 habitatges, i 1.829 famílies. La densitat de població era de 816 habitants per km².
Dels 2.296 habitatges en un 48,5% hi vivien nens de menys de 18 anys, en un 66,3% hi vivien parelles casades, en un 9,5% dones solteres, i en un 20,3% no eren unitats familiars. En el 15,4% dels habitatges hi vivien persones soles el 6,4% de les quals corresponia a persones de 65 anys o més que vivien soles. El nombre mitjà de persones vivint en cada habitatge era de 3,16 i el nombre mitjà de persones que vivien en cada família era de 3,55.
Per edats la població es repartia de la següent manera: un 35,2% tenia menys de 18 anys, un 10,5% entre 18 i 24, un 31,1% entre 25 i 44, un 14,7% de 45 a 60 i un 8,6% 65 anys o més.
L'edat mediana era de 28 anys. Per cada 100 dones de 18 o més anys hi havia 97,6 homes.
La renda mediana per habitatge era de 45.394 $ i la renda mediana per família de 47.481 $. Els homes tenien una renda mediana de 33.816 $ mentre que les dones 21.524 $. La renda per capita de la població era de 17.358 $. Entorn del 4,8% de les famílies i el 6,1% de la població estaven per davall del llindar de pobresa.

## Poblacions més properes
El següent diagrama mostra les poblacions més properes.